# Campeonato Paulista de Futebol de 2009 - Série A3
O Campeonato Paulista de Futebol de 2009 - Série A3 foi a 56.ª edição da terceira divisão do futebol paulista. Disputado por 20 clubes, seu regulamento será similar aos dos anos anteriores.

## Forma de disputa
- Primeira fase: Os 20 participantes jogam todos contra todos, em turno único. As 8 equipes que mais somarem pontos nessa etapa classificam-se para a segunda fase. Os quatro últimos colocados serão rebaixados para a Série A3 em 2010.
- Segunda fase: Os 8 classificados são divididos em 2 grupos de 4 equipes. Todos se enfrentam em turno e returno. Os dois primeiros colocados de cada grupo, estarão promovidas à Série A2 de 2010, sendo que os primeiros colocados de cada grupo passam para a fase final.
- Final: Os 2 finalistas disputam entre si dois jogos finais, que estabelecem o campeão da Série A3.

## Classificação da 1ª fase
| Série A3 - 1ª Fase | Série A3 - 1ª Fase | Série A3 - 1ª Fase | Série A3 - 1ª Fase | Série A3 - 1ª Fase | Série A3 - 1ª Fase | Série A3 - 1ª Fase | Série A3 - 1ª Fase | Série A3 - 1ª Fase | Série A3 - 1ª Fase | Série A3 - 1ª Fase | Série A3 - 1ª Fase | Série A3 - 1ª Fase |
| Time | Time               | Pts                | J                  | V                  | E                  | D                  | GP                 | GC                 | SG                 | CA                 | CV                 | %                  |
| --- | ------------------ | ------------------ | ------------------ | ------------------ | ------------------ | ------------------ | ------------------ | ------------------ | ------------------ | ------------------ | ------------------ | ------------------ |
| 1 | Votoraty           | 39                 | 19                 | 11                 | 6                  | 2                  | 40                 | 19                 | 21                 | 61                 | 5                  | 68,4               |
| 2 | Pão de Açúcar      | 35                 | 19                 | 11                 | 2                  | 6                  | 31                 | 27                 | 4                  | 44                 | 7                  | 61,4               |
| 3 | Osasco             | 33                 | 19                 | 10                 | 3                  | 6                  | 36                 | 26                 | 10                 | 74                 | 5                  | 57,8               |
| 4 | Itapirense         | 33                 | 19                 | 9                  | 6                  | 4                  | 37                 | 22                 | 15                 | 59                 | 6                  | 57,8               |
| 5 | Francana           | 33                 | 19                 | 9                  | 6                  | 4                  | 29                 | 18                 | 11                 | 49                 | 3                  | 57,8               |
| 6 | XV de Piracicaba   | 32                 | 19                 | 8                  | 8                  | 3                  | 29                 | 14                 | 15                 | 61                 | 4                  | 56,1               |
| 7 | Penapolense        | 31                 | 19                 | 10                 | 1                  | 8                  | 36                 | 26                 | 10                 | 60                 | 9                  | 54,3               |
| 8 | Osvaldo Cruz       | 31                 | 19                 | 8                  | 7                  | 4                  | 24                 | 15                 | 9                  | 43                 | 3                  | 54,3               |
| 9 | Olímpia            | 29                 | 19                 | 8                  | 5                  | 6                  | 34                 | 26                 | 8                  | 68                 | 4                  | 50,8               |
| 10 | São Carlos         | 28                 | 19                 | 7                  | 7                  | 5                  | 24                 | 20                 | 4                  | 68                 | 14                 | 49,1               |
| 11 | Palmeiras B        | 27                 | 19                 | 8                  | 3                  | 8                  | 34                 | 39                 | -5                 | 52                 | 3                  | 47,3               |
| 12 | Campinas           | 26                 | 19                 | 7                  | 5                  | 7                  | 31                 | 28                 | 3                  | 52                 | 4                  | 45,6               |
| 13 | Batatais           | 26                 | 19                 | 6                  | 8                  | 5                  | 34                 | 27                 | 7                  | 60                 | 5                  | 45,6               |
| 14 | Bandeirante        | 24                 | 19                 | 7                  | 3                  | 9                  | 30                 | 38                 | -8                 | 59                 | 10                 | 42,1               |
| 15 | XV de Jaú          | 24                 | 19                 | 6                  | 6                  | 7                  | 25                 | 27                 | -2                 | 62                 | 7                  | 42,1               |
| 16 | Força              | 24                 | 19                 | 6                  | 6                  | 7                  | 23                 | 30                 | -7                 | 54                 | 6                  | 42,1               |
| 17 | Oeste Paulista     | 19                 | 19                 | 5                  | 4                  | 10                 | 23                 | 33                 | -10                | 64                 | 5                  | 33,3               |
| 18 | Inter de Limeira   | 16                 | 19                 | 4                  | 4                  | 11                 | 18                 | 31                 | -13                | 63                 | 7                  | 28,0               |
| 19 | Nacional           | 12                 | 19                 | 3                  | 3                  | 13                 | 20                 | 29                 | -9                 | 53                 | 6                  | 21,0               |
| 20 | União Mogi         | 1                  | 19                 | 0                  | 1                  | 18                 | 12                 | 75                 | -63                | 52                 | 10                 | 1,7                |
| Pts – Pontos ganhos; J – Jogos; V - Vitórias; E - Empates; D - Derrotas; GP – Gols pró; GC – Gols contra; SG – Saldo de gols; CA - Cartão amarelo; CV - Cartão vermelho; % - Aproveitamento |                    |                    |                    |                    |                    |                    |                    |                    |                    |                    |                    |                    |

|  |                              |
|  | Classificação à segunda fase |
|  | Eliminados na primeira fase  |
|  | Rebaixados à Série B de 2010 |